# Nockenwellenverstellung
Nockenwellenverstellung (auch variable Nockenwellensteuerung oder variable Ventilsteuerung) bezeichnet ein Verfahren zur Veränderung der Steuerzeiten der Ventilsteuerung von Viertaktmotoren im Betrieb. Davon zu unterscheiden ist die einmalige Verstellung der Steuerzeiten bei der Montage des Motors, was zum Beispiel durch besondere Scheibenfedern mit Versatz beim Fügen des Antriebszahnrades auf der Nockenwelle möglich ist.
Die Anpassung der Ventilöffnungszeiten erlaubt eine Effizienzsteigerung des Motors, abhängig vom jeweiligen Lastverhalten. Diese Steigerung kann als Leistungs- und Drehmomentgewinn und als Kraftstoffeinsparung zum Tragen kommen.
Bei frühen Nockenwellenverstellungssystemen wurden die Nockenwellen axial verschoben. Sie waren dazu mit zwei alternativen Nockensätzen versehen. Beim Flugmotor Lycoming XR-7755 konnte zwischen Nockensätzen für sparsamen Reiseflug und für hohe Leistung zum Starten umgeschaltet werden. Genutzt wird die axiale Nockenwellenverstellung auch zur Umkehr der Drehrichtung bei langsamlaufenden Binnenschiffsmotoren, unter anderem von Deutz AG, MAN und Maschinenbau Kiel sowie bei schnelllaufenden Motoren Mercedes-Benz MB 518, einer Weiterentwicklung der Mercedes-Luftschiffmotoren vom Typ LOF 6.
Beim Vorkammerdieselmotor XII Jv 170/240 von Ganz & Co. werden beim Startvorgang die Steuerzeiten der Einlassnockenwelle verändert, sodass die Einlassventile erst sehr spät öffnen. Dadurch entsteht ein Unterdruck im Brennraum, der dafür sorgt, dass die einströmende Ansaugluft durch den schlagartigen Druckanstieg eine Temperaturerhöhung erfährt; so kann die Zündtemperatur im Motor ohne Glühkerzen erreicht werden.
Die teilweise benutzte Bezeichnung „variable Nockenwelle“ ist irreführend, da die Nockenwelle selbst nicht verändert wird, sondern nur deren Drehwinkel bzw. der Ventilhub.

## Hintergrund

Viertaktzyklus eines ideal-typisch langsam laufenden Ottomotors: 1: „Ansaugen“ ➝ 2: „Verdichten“ ➝ 3: „Expandieren“ ➝ 4: „Ausschieben“ real schnell laufend bleibt nach Takt 1 der Einlass über den UT hinaus geöffnet, um mehr Zeit zum Einströmen der Frischladung zu lassen, während der Kolben bereits zum Verdichten ansetzt; das Auslassventil öffnet bereits zum Ende von Takt 3 und zwischen Takt 4 und 1 überlappen die Öffnungszeiten von Auslass- und Einlassventil

Bei Nockenwellenantrieben ohne Verstellung wird die Nockenwelle über eine feste Verbindung (wie Zahnriemen, Kette, Zahnräder oder Königswelle) von der Kurbelwelle mit der halben Drehzahl angetrieben.
Die Ventilöffnungszeiten des Verbrennungsmotors, angegeben als auf die Position der Kurbelwelle bezogener Drehwinkel zwischen 0 und 720 °KW (Grad Kurbelwinkel), sind dabei konstruktiv festgelegt. Sie werden auch Steuerzeiten genannt, da sie den Ladungswechsel des Motors steuern.
Die Zeit, in der Auslass- und Einlassventile gleichzeitig geöffnet sind, wird Ventilüberschneidung genannt. Durch verlängerte Überschneidung lässt sich die maximale Leistung bei hohen Drehzahlen optimieren, jedoch auf Kosten des Drehmoments bei niedrigen Drehzahlen.
Grund dafür sind die Strömungsvorgänge im Motor während des Ansaugtaktes bei unterschiedlichen Drehzahlen:
- Bei hohen Drehzahlen kann wegen der Trägheit der Frischgas-Säule auch nach dem Unteren Totpunkt (UT) weiteres Gas einströmen, wenn das Ventil erst spät schließt, während der Kolben bereits zum Verdichten ansetzt. Das wird Nachladen genannt und führt mit höherem Liefergrad zu einer Leistungssteigerung.

- Andererseits bewirkt bei niedrigen Drehzahlen ein zu spät schließender Einlass, dass bereits angesaugtes Frischgas wieder aus dem Zylinder strömt (Reflexion am Kolbenboden) bzw. durch den Kolben hinausgedrückt wird.

- Grundsätzlich bewirkt eine lange Ventilüberschneidung, dass ausströmendes Abgas das über das Einlassventil einströmende Frischgas mitreißt und so der Zylinder gründlich gespült wird, wodurch mehr Frischladung in den Zylinder gelangt, was beim Verbrennen ein höheres Drehmoment und damit höhere Leistung bewirkt. Bei hohen Drehzahlen kommt es jedoch zu Verlusten durch Überströmen von Frischgas in den Auspuff und bei niedrigen Drehzahlen bewirkt eine große Überschneidung, dass bereits ausgestoßenes Abgas zurück in den Brennraum gesaugt wird, was wie eine interne Abgasrückführung wirkt, jedoch das Frischgas verdünnt und so ein geringeres Drehmoment bis hin zu Verbrennungsaussetzern im Leerlauf verursachen kann[4].

Bei der Nockenwellenverstellung werden nun die Einlass- und Auslass-Steuerzeiten in Abhängigkeit von Drehzahl und Drosselklappenstellung (Last) verändert, um in allen Drehzahlbereichen eine möglichst effiziente Zylinderfüllung zu erreichen. Variable Steuerzeiten der Einlassventile ermöglichen auch die alleinige Quantitätsregelung des Liefergrades, um die erheblichen Strömungsverluste an der Drosselklappe zu vermeiden. (Eine Drosselklappe wird nur bei Fahrzeugmotoren meist zusätzlich eingebaut, um sie für die Funktion der Motorbremse zu schließen, wenn man den Fuß vom Gas nimmt.)
Zusätzlich ist es möglich, den Abgasstrom durch einzelne Turbolader-Stufen zu steuern, indem verschiedene Auslassventile geöffnet werden. Ebenso kann mittels Nockenwellenverstellung eine Zylinderabschaltung realisiert werden.

## Technik

### Phasenverstellung
Am weitesten verbreitet ist heute der hydraulische Phasenversteller: Ein aus der Hydraulik bekannter Schwenkmotor, der zur Steigerung des übertragbaren Moments mit mehreren Flügeln ausgestattet ist, was den Schwenkwinkel auf 11° bis 35° beschränkt. Dieser Schwenkmotorphasenversteller  (SMV) wird mit Motoröldruck betrieben und kann durch die hohe Dynamik der wechselnden Momente der Nocken nur in Verbindung mit einem Rückschlagventil betrieben werden. Der SMV wird gewöhnlich an den Nockenwellenenden in der Kraftübertragung (Drehbewegung) platziert.
Bei Motoren mit zwei Nockenwellen kann bereits mit einem SMV nur an der Einlassnockenwelle der gewünschte Effekt erzielt werden, auch eine Überschneidung (Einlass- und Auslassventil sind für eine kurze Zeit gleichzeitig geöffnet) der Ventilöffnungszeiten ist möglich. Wird dagegen ein weiterer SMV an der Auslassnockenwelle eingesetzt, kann der Konstrukteur mit größerer Überschneidung arbeiten und hat mehr Freiheiten bei der Optimierung der Gasströme. Dadurch kann z. B. ein gezieltes Wiederansaugen von Abgasen erzielt werden, was die aufwändige und kostenintensive externe Abgasrückführung ersetzt bzw. eine kleine Auslegung dieser ermöglicht.

### Hubverstellung
Die Wirkung der Steuerzeitenverstellung kann durch eine Veränderung des Ventilhubes weiter gesteigert werden. Damit kann schon in niedrigeren Drehzahlbereichen ein Nachströmen der Luft nach UT erreicht werden, was eine Steigerung des Drehmoments und damit der Leistung bei diesen Drehzahlen bewirkt. Beispielsweise wird bei BMW die Drosselklappe daher nur mehr in speziellen Betriebsarten verwendet (etwa Notlauf). BMW nennt die Technik zur Nockenwellenverstellung VANOS (siehe unten) und die zur Hubverstellung Valvetronic.

### Sonstiges
Rennmotoren in der Formel 1 haben seit einiger Zeit pneumatische Ventilfedern: Hier ersetzt komprimierte Luft die Stahlfeder, die sonst das Ventil in den Ventilsitz zurückdrückt und die bei hohen Drehzahlen (bis zu 18.000 min−1) Probleme verursacht. Die Ventile werden aber weiterhin von den Nocken auf den Nockenwellen geöffnet.
Im Planungs- und Versuchsstadium sind weiterhin Verfahren, die Ventilsteuerung nicht mehr über eine feste mechanische Koppelung mit der Kurbelwelle vorzunehmen, sondern die Ventile direkt über Hydraulik, Pneumatik oder elektrische Aktuatoren zu bewegen. Der mechanisch aufwändige und mit Reibungsverlusten und Verschleiß behaftete Nockenwellenantrieb könnte dann entfallen, beliebige Steuerkurven der Ventile wären möglich, weiterhin auch eine zylinderspezifische Steuerung. Die Herausforderung liegt dabei in der Abstimmung der Parameter Kosten, Leistungsbedarf, Genauigkeit und Zuverlässigkeit. Solch ein hydraulisch gesteuertes System wurde in den USA bereits einmal gegen Ende der 1980er Jahre auf dem Markt platziert, bewährte sich jedoch nicht und verursachte beim Hersteller einen extrem hohen Gewährleistungsaufwand.

## Umsetzungen
Für die Nockenverstellung werden von den Automobilherstellern unterschiedliche technische Lösungen unter jeweils eigenen Technik-Kürzeln benutzt, wobei grundsätzlich unterschieden wird zwischen Systemen, die die Steuerzeiten der Einlassnockenwelle (und gegebenenfalls auch der Auslassnockenwelle) verstellen, und Systemen mit Hubverstellung bzw. vollvariablen Systemen.

### Systeme zur Verstellung der Steuerzeiten (Phasenverstellung)

#### Neo VVL (Nissan)
Nissan Ecology Oriented Variable Valve Lifting & Timing
von Nissan, ursprünglich als Reaktion auf ein in Japan beschlossenes Gesetz zum „Low Emission Vehicle“ zum Erreichen der dortigen Abgasnormen. Die Motoren sind nur in Japan erhältlich, bekanntester Vertreter ist der SR20VE, ein 2,0-l-DOHC-Motor aus dem japanischen Primera 2.0Te-V von 1997 bis 2000 mit 140 kW (190 PS) Leistung und dem Nachfolger Primera 20V von 2000 bis 2003 als Version mit 150 kW (204 PS).
Zudem hat Nissan mit dem SR20VET (206 kW/280 PS) aus dem Nissan X-Trail GT einen Turbomotor mit Nockenwellenverstellung im Programm. Bei diesem System wird auch der Ventilhub mit Hilfe verschiedener Nockenwellenprofile für Ein- und Auslassseite verändert.

#### VCT (Ford)
Variable Cam Timing von Ford. Dieses System wurde erstmals 1997 im Ford Puma mit 1,7-Liter-Zetec-Motor und später und im Ford Focus ST170 eingesetzt. Bei diesem System wird nur eine Nockenwelle verstellt, in diesem Fall auf der Einlassseite.

#### Ti-VCT (Ford)
Twin independent Variable Cam Timing von Ford. Ti-VCT ist eine Weiterentwicklung von VCT und wurde von Ford mit dem 1,6-Liter-Duratec-Motor vorgestellt, der ab 2005 im Focus und Focus C-Max eingesetzt wurde. Hier werden beide Nockenwellen unabhängig voneinander über hydraulische Aktoren verstellt, ähnlich den VANOS-Aktoren. Die Position wird in Abhängigkeit von der Motorlast stufenlos mit einer elektronischen Kennfeld-Steuerung verstellt.

#### VANOS (BMW)

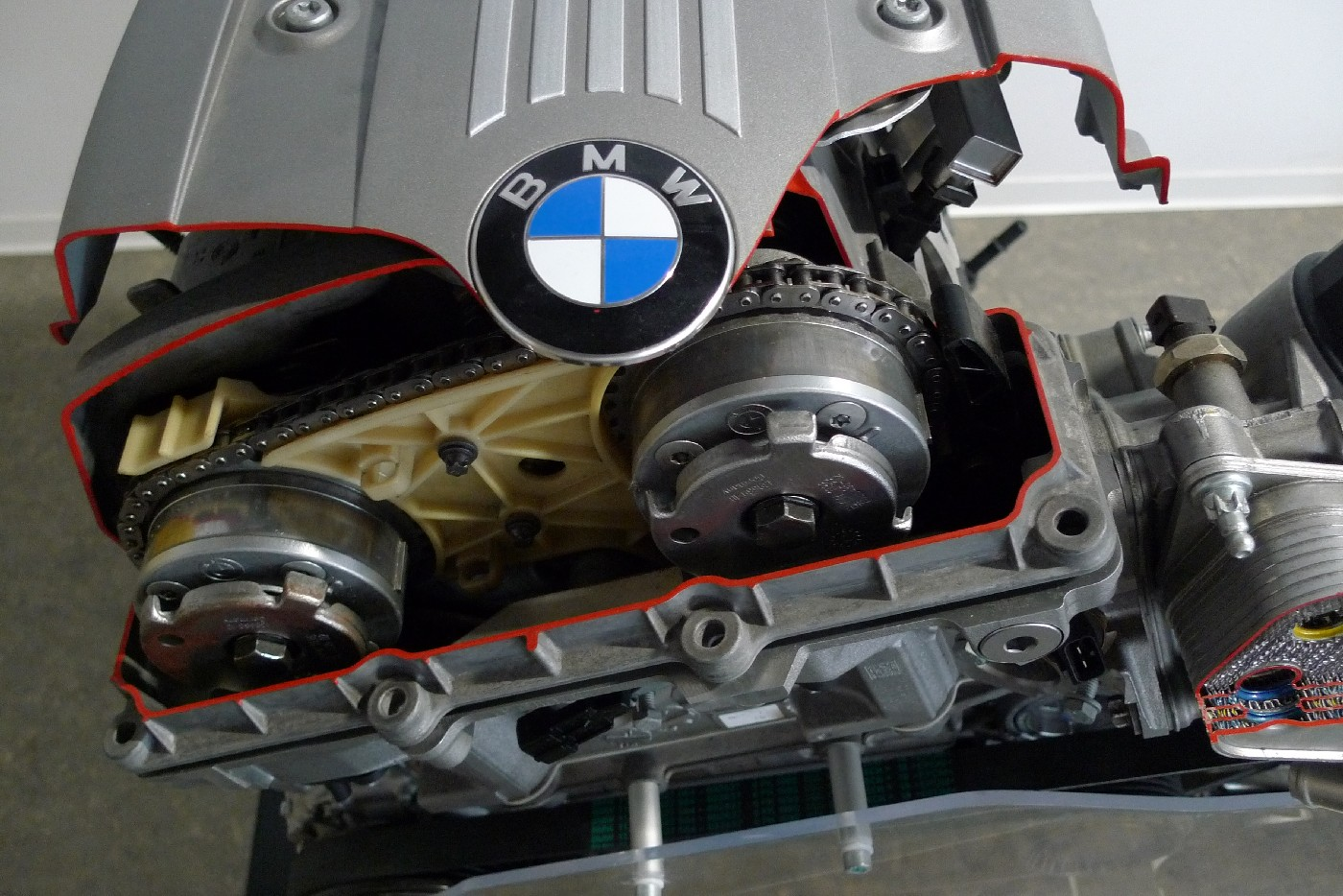
VANOS-System mit Flügelzellen im BMW-N52-Motor

VANOS ist die variable Nockenwellensteuerung von BMW.
Erstmals 1990 eingesetzt; es gibt Varianten zur Phasenverstellung der Einlass-, wie auch beider Nockenwellen.

#### VarioCam (Porsche)
Das bei den Porsche-Modellen 968, 911 (996), 911 (997), 911 (991), Cayenne, Cayman, Boxster und Panamera eingesetzte System zur Phasenverstellung der Einlassnockenwellen wird als VarioCam  bezeichnet.

#### VFD (Fiat)
Variatore di Fase Dinamico ist die von der Fiat-Gruppe gebrauchte Bezeichnung, in Deutsch auch „Phasensteller“: hydraulische Verstellung der Einlassnockenwelle und Rückstellung in die Ausgangsstellung mittels Feder. Damit liegen bei 2000/min bereits 90 % des maximalen Drehmoments an.
Fiat hat, als erster Automobilhersteller überhaupt, ein System für die variable Verstellung von Ventilsteuerzeiten inklusive Ventilhub zum Patent angemeldet. Basis dafür war die von Giovanni Torazza in den späten 60er Jahren entwickelte hydraulische Nockenwellenverstellung. Die damit erreichte Variationsbreite der Ventilöffnungszeiten betrug schon 37 %. Fiat hatte zum ersten Mal erkannt, dass flexiblere Ventil-Steuerzeiten das Potential und die Effizienz eines Motors verbessern können. Es sollte nicht das letzte Mal sein (siehe Multiair).
Der für den amerikanischen Markt produzierte Alfa Spider 1750 cc (Modell 1980) hatte als erster PKW eine rein mechanische variable Ventilsteuerung. Sie war notwendig, um die scharfen amerikanischen Abgasregelungen einzuhalten. Somit wurde zum ersten Mal eine Phasenverstellung für die Einlassventile möglich. Im Jahr 1983 führte Alfa Romeo als erster eine elektronisch gesteuerte variable Ventilsteuerung für den europäischen Markt in Serie ein (in einem Zweiliter-Vierzylindermotor).

#### VVT-i und Dual VVT-i (Toyota)

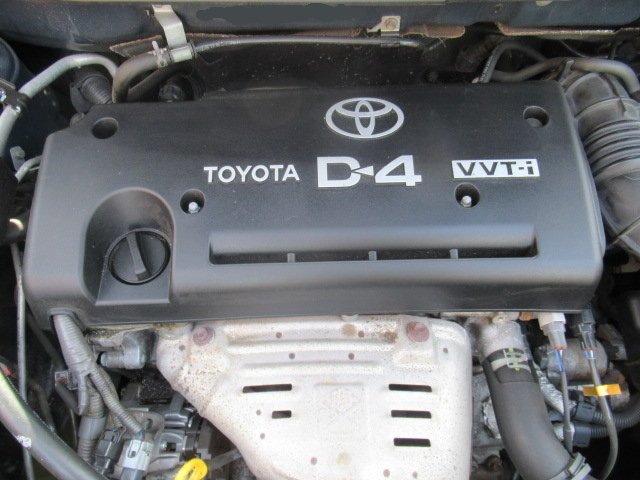
Ein VVT-i-Motor

Variable Valve Timing - intelligent ist eine Nockenwelle mit intelligenter variabler Ventilsteuerung, die von Toyota entwickelt wurde. Zur Verbesserung des Füllungsgrads der Zylinder reguliert die VVT-i Öffnungs- und Schließwinkel der Einlassventile, u. a. auf Basis von Motordrehzahl und Lastzustand. Die Regelung erfolgt dabei stufenlos; das System arbeitet mit einem Stellventil an der Nockenwelle, welches an den Schmierölkreislauf des Motors angeschlossen ist.
Im Gegensatz zum einfachen VVT-i werden beim Dual VVT-i von Toyota auch Öffnungs- und Schließwinkel der Auslassventile last- und drehzahlabhängig gesteuert.
Das VVT-i System ersetzt das seit 1991 angebotene VVT.

#### VVT-iE (Toyota)
VVT-iE (Variable Valve Timing intelligent by Electric motor) ist eine Weiterentwicklung von Dual VVT-i, die einen elektrisch betriebenen Stellantrieb zur Einstellung und Aufrechterhaltung der Einlass-Nockenwellen-Zeit verwendet. Die Auslassnockenwellensteuerung wird noch mit einem hydraulischen Stellantrieb gesteuert. Diese Form der variablen Ventilsteuertechnik wurde zunächst für Lexus-Fahrzeuge entwickelt.

### Systeme zur Hubverstellung (Hubumschaltung und voll variable Systeme)

#### AVS (Audi)
Das Audi Valvelift System ist seit 2008 in fast allen FSI- und TFSI-Motoren der Marke Audi im Einsatz. Das System wird auch bei baugleichen Motoren des Volkswagen-Konzerns verwendet. Pro Zylinder besteht dieses System aus einem auf der Hauptwelle axial verschiebbaren Nockenstück und zwei elektromagnetischen Stelleinheiten (Aktuatoren). Die Nockenstücke besitzen zwei nebeneinander angeordnete Profile mit unterschiedlicher Nockenkontur zur Realisierung von kleinen und großen Ventilhüben. Abhängig von Drehzahl und Motorlast greifen die Aktuatoren in spiralförmige Nuten auf den Flanken der rotierenden Nockenstücke ein und verschieben diese in jeweils eine der Endlagen (große bzw. kleine Nocke). Die Rückstellung der Aktuatoren erfolgt mechanisch über eine Rückwurframpe auf dem Nockenstück. Der gesamte Schaltvorgang ist nach einer Umdrehung der Nockenwelle abgeschlossen. Läuft der Motor im Leerlauf oder bei niedriger Drehzahl, ist das kleine Nockenprofil im Einsatz. Bei Volllast hingegen ist das große Nockenprofil aktiv. Veröffentlichten Berichten zufolge verspricht das System eine fünf Prozent höhere Kraftentfaltung bei gleichzeitiger Einsparung von bis zu sieben Prozent an Treibstoff. Erweitert wird das System durch die Möglichkeit, gezielt einzelne Ventile dauerhaft zu schließen. Das wird bei der Zylinderabschaltung wie auch bei BiTurbos angewendet. Bei der Zylinderabschaltung werden die Einlassventile nicht mehr geöffnet. Bei mehreren Turbos werden die Auslassventile nur dann geöffnet, wenn der entsprechende Turbo auch genutzt werden soll bzw. kann.

#### Camtronic (Mercedes-Benz)
Als CAMTRONIC bezeichnet Mercedes-Benz ein zweistufiges System zur Ventilhubumschaltung. Um die Drosselverluste zu reduzieren, kann in der Teillast auf einen kleineren Nocken und damit einen geringeren Ventilhub umgeschaltet werden. Das System wurde erstmals 2011 im M 270/M 274-Motor mit 1,6 L Hubraum eingesetzt.

#### MIVEC (Mitsubishi)
Mitsubishi Innovative Valve timing Electronic Control system, von Mitsubishi. Es gibt verschiedene Varianten von Umschaltung bis voll variabel. Bei ersterem wird mit zwei unterschiedlichen Nockenwellenprofilen die Einlasszeit und die Höhe des Ventils beeinflusst. Mitsubishi benutzt Mivec auch bei Turbomotoren (seit Lancer Evolution IX) und als erster Hersteller bei Dieselmotoren.

#### MultiAir (Fiat)
MultiAir nennt sich eine von Fiat gemeinsam mit der Schaeffler-Gruppe entwickelte vollvariable hydraulische Ventilsteuerung, die bis dahin so noch nie in einem PKW-Motor eingesetzt wurde. Zuerst war sie für den Alfa Romeo MiTo mit 1,4-Liter-Otto- und Turbomotor ab September 2009 erhältlich. Außerdem wird sie auch im Fiat Twin-Air Zweizylinder-Motor eingesetzt.
Der Nocken betätigt das Einlassventil über ein hydraulisches System, das eine Variation der Ventilöffnungszeiten und -hübe erlaubt. Über ein elektronisch gesteuertes Hydraulikventil kann während des Nockenhubs Öl aus dem System abfließen, sodass das Einlassventil nicht mehr dem Profil der Nockenwelle folgen muss, sondern später und weniger weit öffnen und früher schließen kann. Das Hydrauliksystem wird vom Motorölkreislauf immer wieder aufgefüllt und wirkt auch als hydraulischer Ventilspielausgleich.
Vorteil dieser Technik ist die Reduzierung von Pump- und Strömungsverlusten, da die Luftzufuhr nicht mehr über die Drosselklappe gesteuert werden muss: Die Variationsmöglichkeiten für Öffnungszeit und Hub der Ventile werden auch zum Regeln der benötigten Luftmenge benutzt. Dadurch kann nicht nur ca. 10 % mehr an Leistung und 15 % mehr Drehmoment bei niedrigen Drehzahlen gewonnen werden, sondern auch gleichzeitig der Kraftstoffverbrauch um bis zu 25 % verringert werden.
Noch beschränkt sich dieses System auf die Steuerung der Einlassventile. Pläne für einen 0,9-Liter-Zweizylindermotor, bei dem in naher Zukunft alle Ventile elektrohydraulisch vollvariabel angesteuert werden, sind schon vorhanden. Laut Fiat kann man diese Technik mit ähnlich gutem Ergebnis auch auf Dieselmotoren übertragen.

#### Valvematic (Toyota)
Valvematic ist ein vollvariabler Ventiltrieb von Toyota. Es ist die Weiterentwicklung von VVTL-i. Der Ventilhub der Einlassventile wird stufenlos verstellt, wodurch die Drehmoment- und Drehzahlregelung über eine Drosselklappe entfällt. Das System verfügt zusätzlich über Steuerzeitenverstellung (wie bei Dual VVT-i), allerdings sind die Steuerzeiten nicht komplett variabel.

#### Valvetronic (BMW)
Eine Ergänzung des VANOS-Systems ist die vollvariable Ventilsteuerung, die bei BMW Valvetronic genannt wird. Die Ventile werden hier über elektromotorisch verstellbare Zwischenhebel betätigt, dadurch kann der maximale Ventilhub stufenlos variiert werden. Durch die Kombination von VANOS und Valvetronic können die Öffnungszeit und der Hub der Ventile unabhängig voneinander geregelt werden. Die Steuerung des Systems erfolgte anfangs über ein separates Steuergerät und ist mittlerweile in der Motorsteuerung integriert.

#### VarioCam Plus (Porsche)
VarioCam Plus hat zusätzlich zur Phasenverstellung (VarioCam) eine Ventilhubverstellung der Einlassventile, die über schaltbare Tassenstößel realisiert wird. Das System wurde gemeinsam mit der Schaeffler-Gruppe entwickelt.

#### VTEC (Honda)

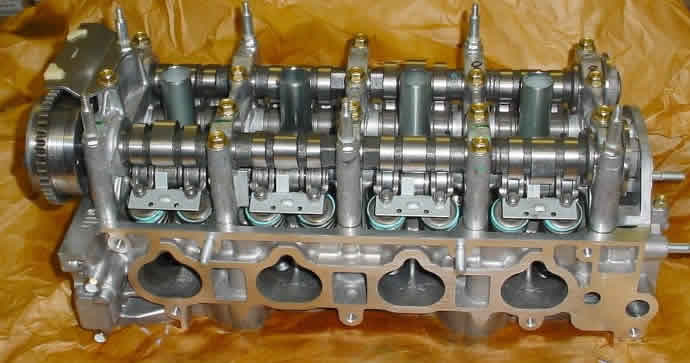
Zylinderkopf mit iVTEC-Technik

Das Variable Valve Timing and Lift Electronic Control VTEC System stammt von Honda. Es existiert in unterschiedlichen Ausführungen (DOHC-VTEC, SOHC-VTEC, SOHC-VTEC-E, 3-Stufen-VTEC und i-VTEC).
Grundlegend stellt VTEC die Möglichkeit dar, im laufenden Motorbetrieb zwischen verschiedenen Nockenprofilen umzuschalten. Der erste mit VTEC ausgerüstete Motor war 1983 in dem Motorrad CBR400F Super Four HYPER VTEC erschienen. Die aktuell (2010) höchste Literleistung von 88 kW/l erzielte man mit VTEC im PKW S2000. Die Vorteile dieser Technik liegen in einem veränderbaren Zylinderfüllungsgrad im jeweiligen Drehzahlband, die so kostengünstig realisierbar ist. Durch diese Eigenschaft kann das Drehzahlband bei bestimmten Motorenmodellen bis auf über 9000 min−1 angehoben werden. VTEC wird elektronisch durch das Steuergerät geregelt und bezieht Werte wie Kühlwassertemperatur, Öldruck, Last, Drehzahl etc. mit ein. Eine Motivation für das VTEC-System lag in der japanischen Steuerpolitik, die größere Hubräume für die breite Bevölkerung finanziell uninteressant machten.
DOHC-VTEC war in Deutschland erstmals 1989 im Honda Civic und CRX mit 16-Ventil-Vierzylinder erhältlich (1,6i mit 110 kW/150 PS, Motortyp B16A1) und arbeitete zweistufig. Zwischen den beiden (Ein-/Auslass-)Nockenprofilen der ersten Stufe befindet sich ein weiterer Nocken, dessen Profil für früheres Öffnen, größeren Hub und späteres Schließen steht. Der von diesem Nocken angesteuerte Kipphebel drückt im Normalbetrieb „leer“ auf ein Federpaket, das zwischen den beiden Ventilen bzw. Federn angebracht ist. In den Kipphebeln befinden sich Querbohrungen und Sperrstifte. Wird nun bei höheren Drehzahlen Öldruck von dem VTEC-Ventil zu den Kipphebeln freigegeben, rutschen die Sperrstifte innerhalb der Kipphebel zur Seite und verbinden alle drei Kipphebel zu einer festen Gruppe. Dadurch, dass der mittlere Kipphebel wegen des größeren Nockenprofiles früher und weiter auf- und später zugeht, folgen die beiden anderen Kipphebel nun auch diesem Profil und haben zugleich keinen Kontakt mehr mit den Nocken der ersten Stufe. Zur Rückschaltung auf die erste Stufe wird der Öldruck vom VTEC-Ventil wieder weggenommen und die Sperrstifte rutschen mittels Feder wieder zurück in ihre Ruheposition.
Beim SOHC-VTEC greift das gleiche Prinzip wie beim DOHC-VTEC, jedoch nur auf der Einlassseite, da hier der Raum für den VTEC-Kipphebel auf der Auslassseite durch eine Zündkerze belegt ist.
Beim SOHC-VTEC-E wird im unteren Drehzahlbereich zwecks Kraftstoffersparnis ein Einlassventil „weggeschaltet“. Es öffnet nur minimal, um Verrußungen zu vermeiden. Erst bei höherer Lastanforderung oder höheren Drehzahlen werden beide Einlassventile voll geöffnet. Das Drehzahlband ist bei diesen Motorenmodellen verhältnismäßig kurz, da das Nockenprofil bei aktiviertem VTEC dem eines normalen Motors entspricht. VTEC-E war erstmals 1991 im Civic VEi verfügbar. Mit einem Normverbrauch von 4,5 l auf 100 km war dieses Auto mit 66 kW (90 PS) seinerzeit einer der sparsamsten Benziner.
Motoren mit 3-Stufen VTEC (ab 1995) basieren auf dem VTEC-E Konzept. Sie verbinden die Sparsamkeit des VTEC-E Motors im Teillastbereich mit der Leistungsfähigkeit des SOHC-VTEC Motors im Volllastbereich. Sie haben zusätzlich die gewohnte dritte Nocke des normalen VTEC-Prinzips. Realisiert wird das durch doppelt vorhandene Sperrstifte.
- 1. Stufe: Alle Sperrstifte sind in ihrer Ruheposition und beide Kipphebel folgen ihrem eigenen Nockenprofil (eines öffnet schwach, das andere normal).
- 2. Stufe: Der 1. Satz Sperrstifte wird aktiviert. Beide Ventile folgen nun dem Nockenprofil für normales Öffnen.
- 3. Stufe: Der 2. Satz Sperrstifte wird zusätzlich aktiviert. Beide Ventile folgen nun dem mittleren Nockenprofil.

In neueren Fahrzeugen findet das iVTEC-System Verwendung, das die Eigenschaften des DOHC-VTEC und des VTEC-E mit einer zusätzlichen Phasenverschiebung der Nockenwelle kombiniert, VTC (Variable Timing Control) genannt. Die Einlassnockenwelle kann stufenlos um bis zu 50° verstellt werden.

#### VVTL-i (Toyota)
Variable Valve Timing and Lift - intelligent von Toyota. Es handelt sich um eine Weiterentwicklung des VVT-i (siehe oben). Dieses System ähnelt dem VTEC System von Honda. Es hat ein „normales“ Nockenprofil und ein sportliches. Im Steuergerät schaltet ab einer festgelegten Drehzahl den Motor auf das sportliche („scharfe“) Nockenprofil um. Die Steuerzeiten werden verlängert, das heißt die Ventile öffnen früher und schließen später und der Ventilhub wird vergrößert. Dadurch wird das maximale Drehmoment bei höherer Drehzahl größer, da der Füllgrad der Zylinder durch die längeren Steuerzeiten höher ausfällt. Die Maximalleistung wird entsprechend größer, aber ohne die Nachteile einer sportlichen Auslegung, da bei niedrigen Drehzahlen das „zahme“ Nockenprofil benutzt wird und besseren Füllgrad und höheres Drehmoment bewirkt.
Das System enthält wie auch das VVT-i eine Phasenverstellung der Nockenwellen relativ zur Kurbelwelle.